# Jelupang
Jelupang is een bestuurslaag in het regentschap Tangerang Selatan van de provincie Banten, Indonesië. Jelupang telt 27.165 inwoners (volkstelling 2010).